# Bolsenasjön

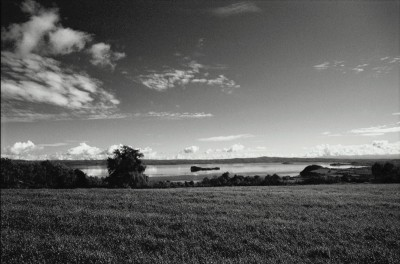
Bolsenasjön, vidvinkelperspektiv

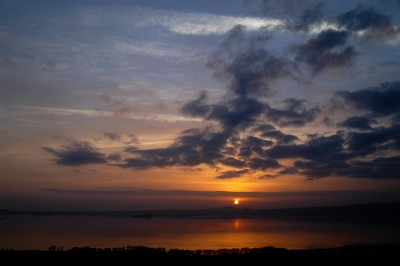
Solnedgång över Bolsenasjön

Bolsenasjön (italienska: Lago di Bolsena) är en kratersjö i mellersta Italien av vulkaniskt ursprung som formades för omkring 370 000 år sedan efter att en caldera vid vulkanerna i Vulsini  störtat samman. Romerska källor säger att Vulsini-vulkanen hade ett utbrott så sent som 104 f.Kr. Efter detta datum har vulkanen varit inaktiv. De två öarna i sjöns södra ände har uppstått genom utbrott på sjöbotten efter att sjön ursprungligen skapades.
Sjön har en oval form som är typisk för kratersjöar. Dess totala area är 113,5 km² och dess yta ligger 305 meter över havet. Dess maximala djup är 151 meter och dess medeldjup 81 meter.
Sjön ligger i provinsen Viterbos norra del som kallas Alto Lazio ("Övre Latium") eller Tuscia. Området gräns utgörs till större delen av den romerska vägen Via Cassia. Runt Bolsenasjön finns många turistetablissemang som framför allt erbjuder naturupplevelser.
Bolsena var känd redan under etruskisk tid, som sjön varifrån floden Marta flöt ut ner till Tyrrenska havet med hamnstaden Graviscae, som var hamn till Tarquinii. Romarna kallade sjön Lacus Volsinii, en latinisering av etruskiskans Velzna, den sista etruskiska staden som höll stånd mot det framväxande Rom. Staden totalförstördes 264 f.Kr. och dess befolkning tvångsförflyttades. Så fullständig var utplåningen av denna stad att man fortfarande inte med säkerhet kunnat lokalisera den.

## Öar i Bolsenasjön

### Bisentina
Bisentina är med sin area på 17 hektar sjöns största ö. Ön lockar många turister med sina utflykter och kan nås med färja från Capodimonte.
Varken etruskerna eller romarna har lämnat några djupare spår efter sig på ön. Under 800-talet utgjorde det en tillflyktsort undan en arabisk invasion.
I mitten av 1200-talet blev ön en del av Bisenzio, men övergavs och brändes efter kontroverser med ön befolkning. 1261 återerövrade Urban IV, efter att ha blivit vald till påve, ön. 1333 förstördes den på nytt av Ludvig av Bayern som anklagats för kätteri och bannlysts av påven. Efter att ha blivit familjen Farneses egendom omkring 1400 fick ön en längre glansperiod och besöktes av många påvar. 1635 styrdes ön av Odoardo I Farnese, hertig av Castro, som kom på kollisionskurs med kyrkan vilket slutade med att Castro förstördes och att de två öarna åter blev kyrkans egendom. Prinsessan Beatrice Spada Potenziani, maka till hertig Fieschi Ravaschieri, är den nuvarande ägaren.

#### Sevärdheter
- Santi Giacomo e Cristoforo med dess kupol av arkitekten Jacopo Barotti da Vignola
- det franciskanska konventet
- Rocchina, det lilla templet tillägnat Santa Caterina som uppförts på en klippavsats ovanför sjön ovanpå ett etruskiskt colombarium och vars oktogonala grundplan utformats av Antonio Sangallo
- Crucifix-kapellet med sina fresker från 500-talet
- och Malta dei Papi - livstidsfängelset för de präster som gjort sig skyldiga till kätteri inrymt i en liten grotta endast upplyst från taklucka 20 meter ovanför fångens huvud.

### Martana
Mittemot staden Marta ligger ön Martana. Ön är framför allt känd för att ha huserat relikerna efter Christina av Bolsena under tider då trakterna härjades av barbarer. Det sägs att under tiden då Italien behärskades av goter ska den gotiska drottningen Amalasuntha ha dött en fruktansvärd död på ön. Hennes kusin Theodahad understödde i sin makthunger en konspiration som slutade med att hon här mötte sin mördare.
Ön är idag privategendom och inga besökare tillåts.

## Vattendrag

### Marta
Bolsenasjön har ett utlopp intill samhället Marta som också heter Marta och utmynnar i Tyrrenska havet.

## Samhällen
- Bolsena, staden som gav sjön dess namn.
- Montefiascone som dominerar sjön med sina många monument. Montefiascone är också huvudort för tillverkningen för vinet Est, Est, Est.
- Marta en jordbruks- och fiskeby som är känd för sin festival.
- Capodimonte varifrån färjorna till de två öarna går.
- Valentano med den gamla Farnese-borgen som idag rymmer ett förhistoriskt museum.
- Gradoli som är känt för sitt vin och sin olja. Här finns också ett palats uppfört av kardinal Alessandro Farnese som senare blev påve.
- Grottos di Castro, som fått sitt namn efter grottan, där man producerar potatis och linser.
- San Lorenzo Nuovo, återuppbyggt under 1600-talet.